# Stazione di Figeac
La stazione di Figeac è una stazione ferroviaria francese sulla linea Brive-la-Gaillarde-Toulouse-Matabiau via Capdenac, situata nel comune di Figeac, nel dipartimento del Lot, nella regione dell'Occitania.
Costruita dalla Compagnie du chemin de fer de Paris à Orléans (PO) venne inaugurata nel 1862. È gestita dalla Société nationale des chemins de fer français (SNCF) ed è servita da treni Intercity notte e TER Occitanie.
L'edificio viaggiatori è stato gravemente danneggiato da un incendio nel novembre 2018.

## Posizione
La stazione si trova a 214 metri di altitudine sul livello del mare, al chilometro 237,545 della linea Brive-la-Gaillarde-Toulouse-Matabiau via Capdenac, tra le stazioni in servizio di Assier e di Capdenac. Il tunnel di Figeac si trova alla fine della stazione in direzione di Capdenac. All'altezza della stazione la linea si biforca, dando origine alla linea Figeac-Arvant. Ha quindi una conformazione ad Y, con l'edificio viaggiatori costruito perpendicolarmente alle due linee ferroviarie che formano le braccia della Y.